# Amphoe Chum Phae
Amphoe Chum Phae (Thai: อำเภอ ชุมแพ, andere Schreibweise: Chum Pae, Choompae) ist ein Landkreis (Amphoe – Verwaltungs-Distrikt) in der Provinz Khon Kaen. Die Provinz Khon Kaen liegt in der Nordostregion von Thailand, dem so genannten Isan.

## Geographie
Benachbarte Bezirke (von Norden im Uhrzeigersinn): Amphoe Phu Kradueng der Provinz Loei, die Amphoe Si Chomphu, Wiang Kao, Phu Wiang und Nong Ruea der Provinz Khon Kaen, die Amphoe Ban Thaen, Phu Khiao und Khon San der Provinz Chaiyaphum, und letztlich Amphoe Phu Pha Man nochmals aus Khon Kaen.

## Geschichte
Das Gebiet des heutigen Landkreises Chum Phae war bereits in prähistorischen Zeiten besiedelt. Die Ruinen der Stadt Non Mueang stammen noch aus der Dvaravati-Zeit.
Die Einrichtung des Landkreises wurde in der Royal Gazette vom 3. August 1943 veröffentlicht. Er bestand ursprünglich aus den Tambon  Chum Phae, Si Suk, Non Han and Khua Riang.

## Sehenswürdigkeiten
- Die Alte Stadt Non Mueang (Non Mueang Ancient City – เมืองโบราณโนนเมือง) – Historische Ausgrabungsstätte
- Tham Pha Puang Forest Park (วนอุทยานถ้ำผาพวง)

## Verwaltung

### Provinzverwaltung
Der Landkreis Chum Phae ist in zwölf Tambon („Unterbezirke“ oder „Gemeinden“) eingeteilt, die sich weiter in 132 Muban („Dörfer“) unterteilen.
| Nr.  | Name         | Thai       | Muban | Einw.  |
| ---- | ------------ | ---------- | ----- | ------ |
| 01.  | Chum Phae    | ชุมแพ       | 11    | 21.997 |
| 02.  | Non Han      | โนนหัน      | 10    | 06.657 |
| 03.  | Na Nong Thum | นาหนองทุ่ม   | 13    | 09.163 |
| 04.  | Non Udom     | โนนอุดม     | 11    | 06.856 |
| 05.  | Khua Riang   | ขัวเรียง     | 11    | 09.001 |
| 06.  | Nong Phai    | หนองไผ่     | 15    | 21.149 |
| 07.  | Chai So      | ไชยสอ      | 06    | 09.380 |
| 08.  | Wang Hin Lat | วังหินลาด    | 11    | 08.743 |
| 09.  | Na Phiang    | นาเพียง     | 15    | 08.633 |
| 010. | Nong Khiat   | หนองเขียด   | 10    | 06.789 |
| 011. | Nong Sao Lao | หนองเสาเล้า | 10    | 06.658 |
| 012. | Non Sa-at    | โนนสะอาด   | 09    | 08.325 |

### Lokalverwaltung
Es gibt eine Kommune mit „Stadt“-Status (Thesaban Mueang) im Landkreis:
- Chum Phae (Thai: เทศบาลเมืองชุมแพ) besteht aus Teilen der Tambon Chum Phae, Nong Pai und Chai So.

Es gibt 6 Kommunen mit „Kleinstadt“-Status (Thesaban Tambon) im Landkreis:
- Nong Phai (Thai: เทศบาลตำบลหนองไผ่) besteht aus weiteren Teilen des Tambon Nong Pai.
- Na Phiang (Thai: เทศบาลตำบลนาเพียง) besteht aus dem gesamten Tambon Na Phiang.
- Nong Sao Lao (Thai: เทศบาลตำบลหนองเสาเล้า) besteht aus dem gesamten Tambon Nong Sao Lao.
- Non Sa-at (Thai: เทศบาลตำบลโนนสะอาด) besteht aus Teilen des Tambon Non Sa-at.
- Khok Sung Samphan (Thai: เทศบาลตำบลโคกสูงสัมพันธ์) besteht aus Teilen der Tambon Non Udom und Khua Riang.
- Non Han (Thai: เทศบาลตำบลโนนหัน) besteht aus Teilen der Tambon Non Han und weiteren Teilen von Non Sa-at.

Außerdem gibt es acht „Tambon-Verwaltungsorganisationen“ (องค์การบริหารส่วนตำบล – Tambon Administrative Organizations, TAO):
- Chum Phae (Thai: องค์การบริหารส่วนตำบลชุมแพ)
- Non Han (Thai: องค์การบริหารส่วนตำบลโนนหัน)
- Na Nong Thum (Thai: องค์การบริหารส่วนตำบลนาหนองทุ่ม)
- Non Udom (Thai: องค์การบริหารส่วนตำบลโนนอุดม)
- Khua Riang (Thai: องค์การบริหารส่วนตำบลขัวเรียง)
- Chai So (Thai: องค์การบริหารส่วนตำบลไชยสอ)
- Wang Hin Lat (Thai: องค์การบริหารส่วนตำบลวังหินลาด)
- Nong Khiat (Thai: องค์การบริหารส่วนตำบลหนองเขียด)